# 캡틴 아메리카 (1990년 영화)
《캡틴 아메리카》(Captain America)는 1990년 공개된 영국과 미국의 슈퍼히어로 영화이다. 마블 코믹스의 동명의 슈퍼히어로 캐릭터를 소재로 앨버트 피언 감독이 연출하고 맷 샐린저가 주인공 캡틴 아메리카를 연기하였다.

## 줄거리
1936년 이탈리아에서 파시스트 정부는 신동 타디오 데 산티스를 납치하여 그를 슈퍼 솔저를 만드는 프로젝트에 이용한다. 이 절차의 발명가인 마리아 바셀리 박사는 반대하여 미국으로 망명한다.
7년 후, 미국 정부는 허약한 소아마비 생존자 스티브 로저스 자원자를 찾아낸다. 이 공식은 로저스의 질병을 치료하고 그에게 뛰어난 힘과 지구력을 부여하지만, 더 많은 슈퍼 솔저가 만들어지기 전에 바셀리는 플레밍 중위와 함께 일하는 나치 스파이에 의해 살해된다. 이제 성인이 된 데 산티스는 바셀리의 이전 절차로 인해 피부에 붉은 흉터가 생겨 레드 스컬이 되었고, 로저스에 필적하는 신체 능력을 갖게 되었으며, 백악관에 대륙간 탄도 미사일 공격을 계획한다. 캡틴 아메리카라는 암호명으로 불리는 로저스는 위협을 무력화하기 위해 파견된다. 그는 나치 발사 기지에 침투하지만, 레드 스컬은 그를 미사일에 묶는다. 캡틴 아메리카는 레드 스컬의 팔을 잡아 그를 함께 끌려가지 않도록 자신의 손을 자르도록 속인다. 어린 소년 톰 킴볼은 알래스카주에 추락하여 자신과 로저스가 얼음 아래에 묻히도록 미사일의 경로를 변경시키는 워싱턴 D.C. 상공의 캡틴 아메리카를 촬영한다.
1992년, 톰 킴볼은 미국 대통령으로 선출된다. 그는 이제 장군이 된 플레밍이 이끄는 군산 복합체를 분노하게 하는 환경주의 법안을 추진한다. 플레밍은 레드 스컬과 글로벌 그림자 조직의 리더들과 만난다. 전쟁 이후 레드 스컬은 딸 발렌티나를 키웠고, 군국주의와 파시즘에 반대하는 미국인들을 살해한 강력한 범죄 조직의 수장이 되었다. 여기에는 마틴 루터 킹 주니어 박사, 존 F. 케네디 대통령, 로버트 케네디가 포함된다. 레드 스컬은 암살이 대중에게 그들을 사후에 숭배하게 만들었다고 언급하며, 대신 킴볼의 납치와 세뇌를 명령한다.
로저스의 시신은 얼음 속에서 얼어붙은 채 발견된다. 그는 깨어나 도망치고, 국제적인 헤드라인을 장식하여 킴볼과 레드 스컬 모두에게 알려진다. 레드 스컬의 깡패들로부터 도망친 후, 로저스는 오랫동안 스컬을 추적해 온 기자이자 킴볼의 어린 시절 친구인 샘 콜라웨츠를 뿌리치고 캘리포니아에 있는 자신의 전시 여자친구 베르니스에게 히치하이크한다. 그녀는 오래 전에 결혼하여 딸 샤론이 있었는데, 그녀는 로저스가 세상을 따라잡는 것을 돕는다. 발렌티나와 그녀의 깡패들은 로저스를 찾다가 베르니스를 죽인다. 킴볼이 납치되었다는 것을 알게 된 로저스와 샤론은 바셀리의 일기를 회수하고 레드 스컬의 본명을 알아낸다. 레드 스컬의 어린 시절 집에서 그들은 그의 가족 살해 녹음 테이프를 발견한다. 샤론은 로저스가 자신의 의상을 입고 레드 스컬의 성에 들어갈 수 있도록 시선을 끌기 위해 스스로 납치된다.
킴볼은 캡틴 아메리카에게 구출되고, 그들은 성을 포위한다. 레드 스컬은 핵폭탄의 원격 트리거를 꺼내지만, 로저스는 데 산티스 가족 살해 녹음으로 그를 방해한다. 스컬이 회복하기 전에 로저스는 자신의 방패를 사용하여 그를 절벽 아래로 떨어뜨려 죽이고, 발렌티나가 로저스를 죽이려고 준비할 때, 그녀는 돌아오는 그의 방패에 맞는다. 미국 해병대가 도착하여 대통령을 구하고 납치범들을 체포한다. 로저스와 샤론은 포옹하고, 뉴스 보이스오버는 킴볼의 환경 협약이 전 세계 국가들에 의해 동의되었다고 발표한다.

## 출연
- 맷 샐린저 - 스티브 로저스 / 캡틴 아메리카
- 로니 콕스 - 토머스 "톰" 킴볼 대통령
- 스콧 폴린 - 타지오 데산티스 / 레드 스컬
- 네드 비티 - 샘 콜라웨츠
- 대런 맥개빈 - 플레밍 장군
- 프란체스카 네리 - 발렌티나 데산티스
- 마이클 누리 - 루이스 중위
- 킴 길링햄 - 버니 스튜어트 / 샤론
- 멀린다 딜런 - 로저스 부인
- 카를라 카솔라 - 마리아 바셀리 박사
- 웨이드 프레스턴 - 잭

## 같이 보기
- 판타스틱 포 (미공개 영화)